# Bern (district)
Het district Bern in het kanton Bern met als hoofdplaats Bern omvat 13 gemeenten met een totale oppervlakte van 233 km²:
| Gemeentenaam        | Inwoners (1,1.2005) | Oppervlakte (km²) |
| ------------------- | ------------------- | ----------------- |
| Bern                | 122.304             | 51,6              |
| Bolligen            | 6142                | 16,6              |
| Bremgarten bei Bern | 3818                | 1,9               |
| Ittigen             | 10.919              | 4,2               |
| Kirchlindach        | 2586                | 11,9              |
| Köniz               | 37.067              | 51,1              |
| Muri bei Bern       | 12.567              | 7,7               |
| Oberbalm            | 880                 | 12,4              |
| Ostermundigen       | 15.282              | 6,0               |
| Stettlen            | 2949                | 3,6               |
| Vechigen            | 4702                | 24,8              |
| Wohlen bei Bern     | 9155                | 36,3              |
| Zollikofen          | 9548                | 5,4               |

Aarberg · Aarwangen · Bern · Biel · Büren · Burgdorf · Courtelary · Erlach · Fraubrunnen · Frutigen · Interlaken · Konolfingen · Laupen · Moutier · La Neuveville · Nidau · Niedersimmental · Oberhasli · Obersimmental · Saanen · Schwarzenburg · Seftigen · Signau · Thun · Trachselwald · Wangen